# Adios (film)
Pour les articles homonymes, voir Adios.
Pour plus de détails, voir Fiche technique et Distribution.
Adios (The Lash) est un film américain réalisé par Frank Lloyd, sorti en 1930.

## Synopsis
En 1848, le noble californien Don Francisco Delfina, sous les traits de El Puma, mène une révolte sans merci contre le propriétaire terrien et politicien Peter Harkness.

## Fiche technique
- Titre original : The Lash
- Titre français : Adios
- Réalisation : Frank Lloyd
- Scénario : Bradley King
- Photographie : Ernest Haller
- Montage : Harold Young
- Pays de production : États-Unis
- Format : Noir et blanc - Mono
- Genre : Western
- Date de sortie : 1930

## Distribution
- Richard Barthelmess : Francisco Delfino « Pancho »
- Mary Astor : Dona Rosita Garcia
- Fred Kohler : Peter Harkness
- Marian Nixon : Dona Dolores Delfino
- James Rennie : David Howard
- Robert Edeson : Don Mariana Delfina
- Erville Alderson : Juge Travers
- Barbara Bedford : Lupe
- Arthur Stone : Juan
- Mathilde Comont : Concha (non crédité)
- Xavier Cugat : le chef d'orchestre (non crédité)
- Chris-Pin Martin : Caballero (non crédité)
- Francis McDonald : Caballero (non crédité)